# Пацикакис, Василиос
Васи́лиос Пацика́кис (греч. Βασίλειος Πατσικάκης, фин. Basile Ch. Patsikakis; род. 1941, Греция) — греческий дипломат, чрезвычайный и полномочный посол Греции в Финляндии (2000—2002).

## Биография
Окончил юридический факультет Афинского университета и в 1966 году был принят на дипломатическую службу в Министерство иностранных дел Греции. Находился в командировках в Израиле и Нидерландах.
В 1990 году был назначен чрезвычайным и полномочным послом Греции в Швеции.
В 1993 году был назначен чрезвычайным и полномочным послом Греции в Украине и Молдавии (по совместительству) с резиденцией в Киеве. В сентябре 1993 года вручил верительные грамоты президенту Украины Леониду Кравчуку.
В 1998 году назначен директором департамента персонала Министерства иностранных дел Греции.
В 2000 году был назначен чрезвычайным и полномочным послом Греции в Финляндии и Эстонии (по совместительству). 7 апреля 2000 года вручил верительные грамоты президенту Финляндии Тарье Халонен, а 8 июня 2000 года — президенту Эстонии Леннарту Мери.